# Museo ebraico di Francoforte
Il Museo ebraico della città di Francoforte sul Meno  (in tedesco Jüdisches Museum Frankfurt) è il più antico museo ebraico della Repubblica federale tedesca. Fu inaugurato dal cancelliere Helmut Kohl il 9 novembre 1988, nel cinquantesimo anniversario del pogrom di novembre del 1938, la cosiddetta notte dei cristalli.
Il Museo Ebraico raccoglie, custodisce e tramanda i novecento anni di storia e cultura ebraiche della città di Francoforte in una prospettiva europea. Comprende un’esposizione permanente in due siti: il Museo della Judengasse (in tedesco Museum Judengasse) nella Battonnstraße 47 tematizza la storia e la cultura degli ebrei a Francoforte durante l’età moderna. Il Museo Ebraico nel Palazzo Rothschild, situato sull’Untermainkai 14/15, presenta la storia e la cultura ebraiche a partire dal 1800. È chiuso per restauri e ampliamento dal 20 luglio 2015. La riapertura è prevista per il 2019. 
La collezione si focalizza soprattutto sugli ambiti della cultura cerimoniale, delle arti figurative e della storia familiare. Il museo possiede ampie collezioni sulla famiglia Rothschild e su quella di Anna Frank, che vengono presentate anche nella nuova esposizione permanente. Nel Ludwig-Meidner-Archiv sono conservati i lasciti artistici di Ludwig Meidner, Jakob Steinhardt, Henry Gowal e altri. Il museo possiede inoltre una ricca biblioteca e una collezione di documenti e di fotografie sulla storia e sulla cultura degli ebrei tedeschi.

## Storia

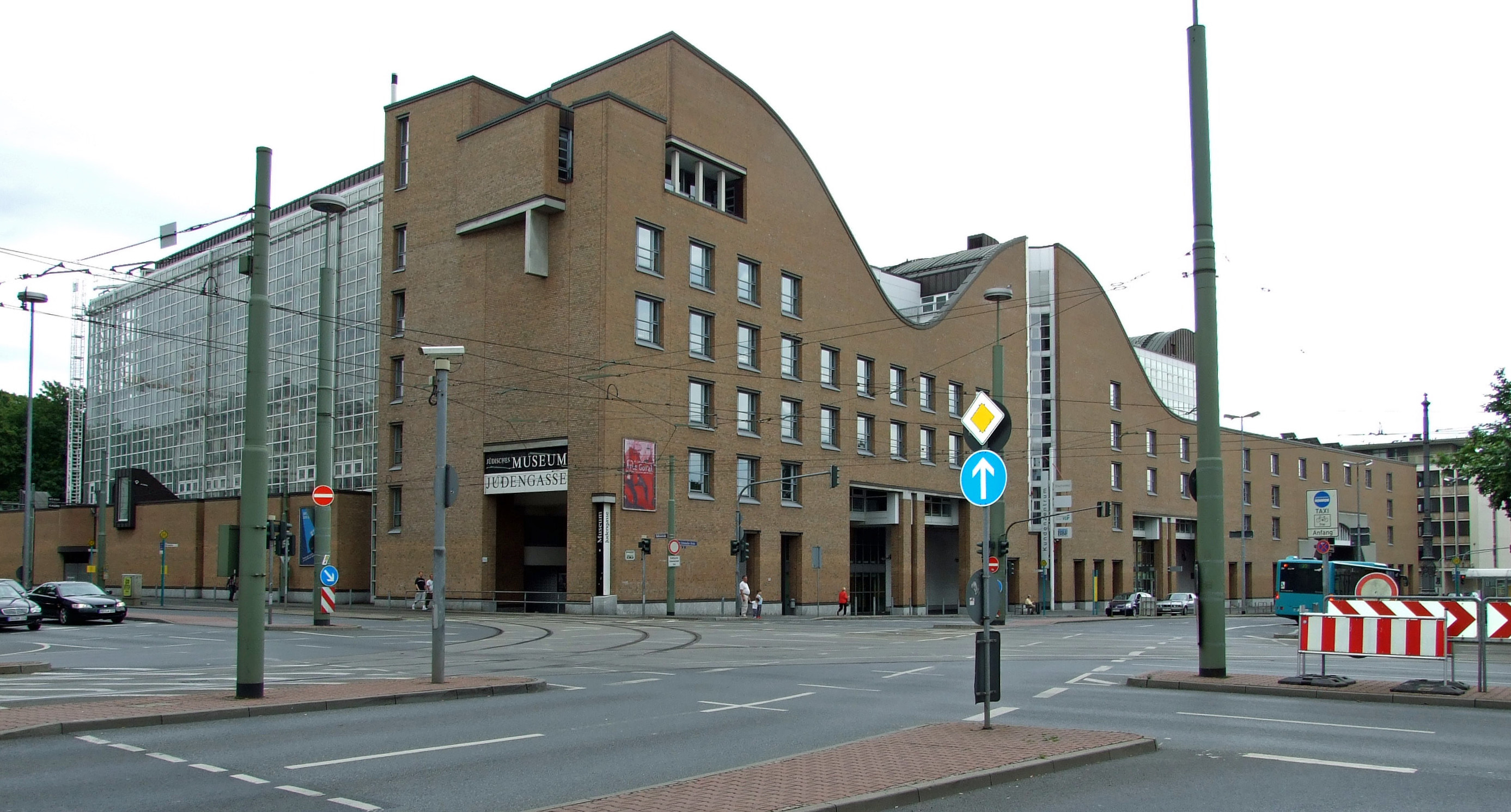
Museo della Judengasse sulla Börnerplatz

Già prima dell’istituzione del museo attuale, a Francoforte esisteva un Museo di Antichità Ebraiche (in tedesco Museum Jüdischer Altertümer). La mostra, aperta nel 1922, era una delle prime di questo genere in Germania e presentava soprattutto oggetti ebraici di culto. Nel 1938 il museo fu distrutto dai nazisti. Soltanto pochi oggetti si sono salvati e sono rimasti a Francoforte.
Dopo la seconda guerra mondiale alcuni ex cittadini ebrei di Francoforte, emigrati a Londra, promossero la creazione di una commissione di ricerca sulla storia degli ebrei di Francoforte. In seguito furono concepiti dei progetti per l’istituzione di un Museo Ebraico. Nel 1988 il museo fu aperto in un’antica casa di abitazione della famiglia Rothschild sul lungo Meno. Tra il 2015 e il 2019 la costruzione viene sottoposta ad un riassetto profondo e ampliata con un nuovo fabbricato.
Nel 1987, durante i lavori per la costruzione di un edificio destinato ad ospitare degli uffici, furono scoperte le fondamenta di 19 case della Judengasse (lett. “Via degli Ebrei”). La Judengasse di Francoforte fu il primo ghetto ebraico in Europa. Fondato nel 1460, divenne col tempo un centro culturale importante dell’ebraismo in Europa. I ritrovamenti archeologici portarono ad un dibattito su come andassero gestite le testimonianze della storia ebraica di Francoforte. Il conflitto si concluse con un compromesso: cinque delle fondamenta delle case riportate alla luce furono asportate e ricostruite nel piano interrato del nuovo edificio. Nel 1992 in queste rovine fu aperto il Museo della Judengasse (in tedesco Museum Judengasse). Presenta la storia e la cultura degli ebrei di Francoforte dal Medioevo fino all’emancipazione ebraica. Il Museo della Judengasse è adiacente a un memoriale per gli ebrei di Francoforte assassinati durante il nazismo e al cimitero ebraico, il secondo della Germania per antichità. Nel 2016 il museo è stato riaperto con un’esposizione completamente rinnovata.